# William Demotte
Pas d'image ? Cliquez ici

a Compétitions nationales et continentales officielles uniquement.

b Matchs officiels uniquement.
Dernière mise à jour le 1er novembre 2020.
William Demotte, né le 22 mai 1991 à Clermont-Ferrand, est un joueur international français de rugby à XV évoluant au poste de deuxième ligne. Il joue au sein de l'effectif du FC Grenoble depuis 2019.

## Biographie
Formé au centre de formation de l'ASM Clermont, William Demotte fait ses débuts professionnels en 2012 avec le SU Agen.
Il fait partie du premier groupe de joueurs, dix-sept, à être sélectionné pour la tournée de l'équipe de France de juin 2016 en Argentine. Il est retenu par le sélectionneur Guy Novès en tant que titulaire lors du premier test face aux Pumas où la France s'incline sur le score de 30 à 19.

## Palmarès
- Championnat de France espoirs :
  - Vainqueur (3) : 2010, 2011 et 2012 (ASM Clermont)